# 麥克羅里山
75°29′S 139°26′W / 75.483°S 139.433°W
麥克羅里山（英語：Mount McCrory）是南極洲的山峰，位於瑪麗伯德地，處於萬斯山東南面4公里，屬於伊克斯山脈的一部分，美國地質調查局根據測量和該國海軍的空中照片繪入地圖，現時由南極條約體系管理。